# غصم
غصم (به عربی: غصم) یک روستا در سوریه است که در استان درعا واقع شده‌است. غصم ۳٬۶۶۶ نفر جمعیت دارد.